# Hlavenec
Hlavenec là một làng thuộc huyện Praha-východ, vùng Středočeský, Cộng hòa Séc.